# King's Quest I: Quest for the Crown
King's Quest I: Quest for the Crown (En español La búsqueda del rey I: La búsqueda de la corona) es una aventura gráfica desarrollada por Sierra Online, cuyo diseño corrió a cargo de Roberta Williams. Fue lanzada en 1984 para el fallido IBM PCjr, siendo después portada a otros sistemas, entre ellos el PC, Amiga, Atari ST, e incluso Sega Master System. Por la novedad de tener un personaje controlable por el teclado en un entorno pseudo-tridimensional, a diferencia de las aventuras conversacionales, se considera a este título como la primera aventura gráfica de la historia de los videojuegos.

## Historia
Daventry está en peligro. Sin los tres dones mágicos que protegen este reino, no tardará en sucumbir a la muerte del rey Edward. Por este motivo, manda llamar al caballero Sir Graham para que le traiga estos tres objetos, que son: un escudo mágico que protege de cualquier daño mortal, un espejo mágico que permite ver cualquier cosa que se le pida, y un cofre mágico que siempre está lleno de oro. El rey Edward le promete a Sir Graham que si consigue traerle estos tres objetos, su corona será para él.

## Sistema de control
Este videojuego, programado con el parser llamado AGI (Adventure Game Interpreter), estrenado para este videojuego y utilizado también por King's Quest II y King's Quest III, y por una rara versión de King's Quest IV, entre otros títulos de Sierra del periodo, tenía una resolución de pantalla de 160x200, y carecía de uso de ratón. El personaje de Sir Graham podía controlarse con el cursor en las ocho direcciones posibles (arriba, abajo, izquierda, derecha y sus diagonales). Cuando se aproximaba al lugar donde realizar la acción, basta con teclear la orden y pulsar Enter para ver sus efectos, por ejemplo acercarse a una puerta y una vez al lado escribir "Open door".
Al igual que otros títulos de Sierra como Police Quest o Space Quest, introducía el sistema de puntos en función de nuestras acciones. Dado que ciertos puzles admitían varias soluciones, otorgando mayor puntuación a la solución pacífica, el juego ofrecía el reto de intentar conseguir el máximo de puntos.

## Adaptación de 1990
En el año 1990, cuando Sierra ya había lanzado cuatro títulos de la saga y estaba a punto de estrenar el quinto, la compañía lanzó una nueva versión de King's Quest I que utilizaba el parser SCI (Sierra's Creative Interpreter) que ya habían estrenado con éxito en King's Quest IV. Respecto a este cuarto título no tiene muchas novedades técnicas, pero supone un cambio drástico desde la versión original en AGI.
Se introduce el uso del ratón (exclusivamente para controlar el personaje, aunque aún puede usarse el teclado) y se aumenta drásticamente la resolución, hasta 320x200. Se mantiene el sistema de introducción de órdenes por teclado. El argumento es exactamente el mismo, y gran parte del desarrollo de la aventura se mantiene idéntico, con algún que otro cambio en algún puzle.
Esta adaptación era el inicio de una idea de Sierra de realizar la misma adaptación con todas las versiones AGI de la saga, King's Quest II y King's Quest III, pero al recibir una fría acogida por parte del público, este proyecto fue cancelado, y solo la adaptación de King's Quest I vio la luz. Esta adaptación fue el último título de la saga King's Quest que no vio la luz en versión castellana.